# Monceaux
Monceaux és un municipi francès, situat al departament de l'Oise i a la regió dels Alts de França. L'any 2007 tenia 740 habitants.

## Demografia

### Població
El 2007 la població de fet de Monceaux era de 740 persones. Hi havia 257 famílies de les quals 29 eren unipersonals (17 homes vivint sols i 12 dones vivint soles), 91 parelles sense fills, 120 parelles amb fills i 17 famílies monoparentals amb fills.
La població ha evolucionat segons el següent gràfic:
Habitants censats

### Habitatges
El 2007 hi havia 279 habitatges, 257 eren l'habitatge principal de la família, 9 eren segones residències i 13 estaven desocupats. 275 eren cases i 4 eren apartaments. Dels 257 habitatges principals, 233 estaven ocupats pels seus propietaris, 18 estaven llogats i ocupats pels llogaters i 6 estaven cedits a títol gratuït; 7 tenien dues cambres, 22 en tenien tres, 61 en tenien quatre i 167 en tenien cinc o més. 213 habitatges disposaven pel capbaix d'una plaça de pàrquing. A 70 habitatges hi havia un automòbil i a 175 n'hi havia dos o més.

### Piràmide de població
La piràmide de població per edats i sexe el 2009 era:
| Homes | Edats   | Dones |
| ----- | ------- | ----- |
| 0     | 95 o +  | 0     |
| 0     | 90 a 94 | 0     |
| 0     | 85 a 89 | 12    |
| 0     | 80 a 84 | 4     |
| 12    | 75 a 79 | 8     |
| 12    | 70 a 74 | 16    |
| 8     | 65 a 69 | 12    |
| 8     | 60 a 64 | 8     |
| 28    | 55 a 59 | 12    |
| 24    | 50 a 54 | 32    |
| 44    | 45 a 49 | 20    |
| 48    | 40 a 44 | 40    |
| 20    | 35 a 39 | 44    |
| 20    | 30 a 34 | 8     |
| 8     | 25 a 29 | 4     |
| 20    | 20 a 24 | 8     |
| 48    | 15 a 19 | 20    |
| 40    | 10 a 14 | 40    |
| 24    | 5 a 9   | 16    |
| 8     | 0 a 4   | 28    |

## Economia
El 2007 la població en edat de treballar era de 536 persones, 401 eren actives i 135 eren inactives. De les 401 persones actives 366 estaven ocupades (209 homes i 157 dones) i 35 estaven aturades (19 homes i 16 dones). De les 135 persones inactives 41 estaven jubilades, 50 estaven estudiant i 44 estaven classificades com a «altres inactius».

### Ingressos
El 2009 a Monceaux hi havia 267 unitats fiscals que integraven 765,5 persones, la mediana anual d'ingressos fiscals per persona era de 22.154 €.

### Activitats econòmiques
Dels 15 establiments que hi havia el 2007, 1 era d'una empresa de fabricació d'altres productes industrials, 7 d'empreses de construcció, 2 d'empreses de comerç i reparació d'automòbils, 1 d'una empresa de serveis, 2 d'entitats de l'administració pública i 2 d'empreses classificades com a «altres activitats de serveis».
Dels 8 establiments de servei als particulars que hi havia el 2009, 2 eren tallers de reparació d'automòbils i de material agrícola, 1 guixaire pintor, 1 fusteria, 2 electricistes, 1 empresa de construcció i 1 perruqueria.
L'any 2000 a Monceaux hi havia 3 explotacions agrícoles.

## Equipaments sanitaris i escolars
El 2009 hi havia una escola elemental.

## Poblacions més properes
El següent diagrama mostra les poblacions més properes.